# 愛・地球博記念公園駅
愛・地球博記念公園駅（あい・ちきゅうはくきねんこうえんえき）は、愛知県長久手市茨ヶ廻間にある、愛知高速交通東部丘陵線（リニモ）の駅である。駅番号はL07。

## 概要
2005年日本国際博覧会（愛知万博、通称：愛・地球博）長久手会場北ゲートの最寄り駅であり、開業から2006年（平成18年）4月1日の駅名改称までは万博会場駅（ばんぱくかいじょうえき）を名乗っていた。改称と同時に、愛知県立大学に近いことから（愛知県立大学前）の表記も付け加えられた。

## 歴史
計画段階での仮称駅名は、「青少年公園」であった。

### 年表
- 2005年（平成17年）
  - 3月6日：万博会場駅として開業[1]。
  - 9月26日：愛・地球博閉幕に伴い南側出入口を閉鎖。
  - 9月27日：愛・地球博閉幕に伴い南側仮設駅舎と仮設ホーム（0・5番線）を閉鎖。
- 2006年（平成18年）
  - 3月21日：南側出入口一部供用開始。北側仮設駅舎閉鎖。
  - 4月1日：駅名を愛・地球博記念公園駅に改称[1]。駅前ロータリー供用開始。
  - 6月下旬：愛・地球博用仮設駅舎撤去完了。
  - 7月14日：再整備完了。恒久駅舎として運用開始。
  - 12月26日：出口1（北側）の改修が完了し供用開始。
- 2009年（平成21年）4月1日：駅北側のパーク＆ライド用の月極駐車場の利用開始。
- 2016年（平成28年）3月12日：ICカード「manaca」の利用が可能となる[2]。

## 駅構造
島式ホーム2面3線の高架駅。当線の中間駅としては唯一の有人駅であり、窓口開設時間は8:00 - 18:30（ただし定期券の発売はしていない）。
バリアフリーの対応として地上出入口 - 改札外に3基、改札内 - ホームに2基の合計5基のエレベーターを設置している。
安全対策としてホームドアを設置している。4番ホームのホームドアには愛知万博長久手会場の上空写真と4番ホーム付近から撮影されたと思われる写真が2か所に貼られており、愛知万博開催当時をしのばせている。
出入口は県道側（北側）1か所、公園側（南側）4か所の合計5か所設けられている。当初、公園側の出入口は3か所であったが、愛・地球博記念公園に地球市民交流センターが完成するとそこにブリッジでつながる出入口（5番出入口）が新設された。2番出入口と5番出入口は愛・地球博記念公園の敷地内に直接通じているため、公園が閉鎖されている時間帯は利用できない。3番出入口の脇には愛知県道6号力石名古屋線（グリーンロード）をまたぐように地下道があり、愛知県立大学の南門まで横断歩道を渡らずに行くことができる。愛知県立大学へは県道側の1番出入口を利用して行くこともできるが、途中で横断歩道を3回渡る必要があり、また平日朝を中心に歩道・車道とも混雑しているため、愛知県立大学側は学生向けに3番出入口から地下道を利用するよう促す案内を出しているほか、資格試験など学生以外が多く来場すると見込まれる時は1番出入口側をロープなどで塞いで3番出入口方向へ誘導することもある。
開業当初は万博輸送のため、本来の駅施設に仮設駅舎・ホームを増設した形態で営業を行っていたが（後述）、2006年（平成18年）より愛知万博長久手会場跡地の再整備と同時に、仮設駅舎の撤去工事を行い、同年6月下旬までに撤去を完了。急ピッチで愛・地球博記念公園の開設に向けて整備を行った。また、同年4月1日より駅前ロータリーが設けられた。これは愛知万博会期中に長久手会場・瀬戸会場間を結んだ燃料電池バスの発着場だった場所を改修して使用しており、駅の4番出入口はここに直結している。
2009年（平成21年）4月からは、愛知万博期間中は会場と駐車場を結ぶシャトルバスの乗り場であった場所の整備を行って、リニモ利用者専用の月極駐車場とし、パーク＆ライドによる利用の推進を図っている。駐車場の管理は名鉄協商に委託している。

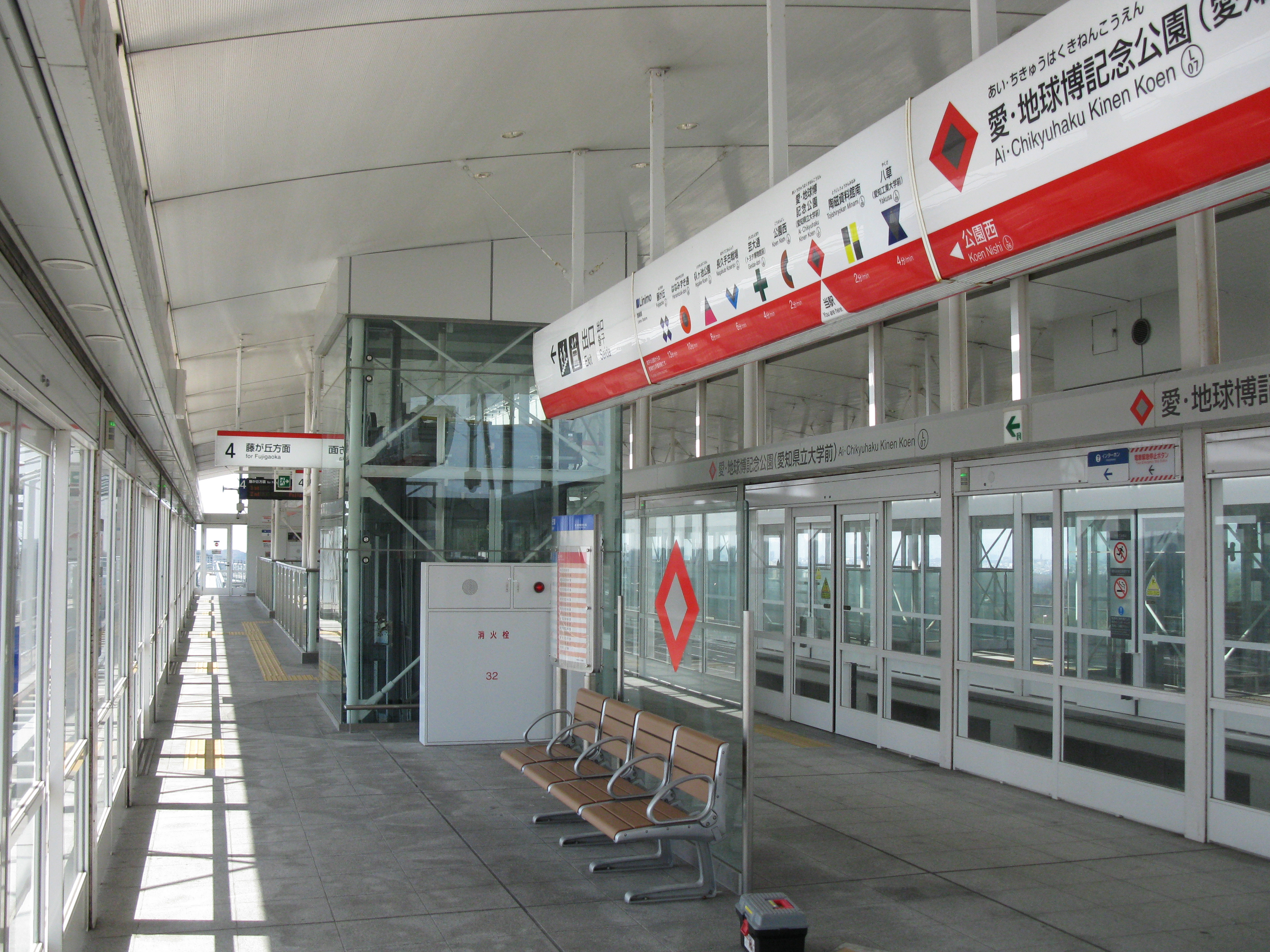
ホーム
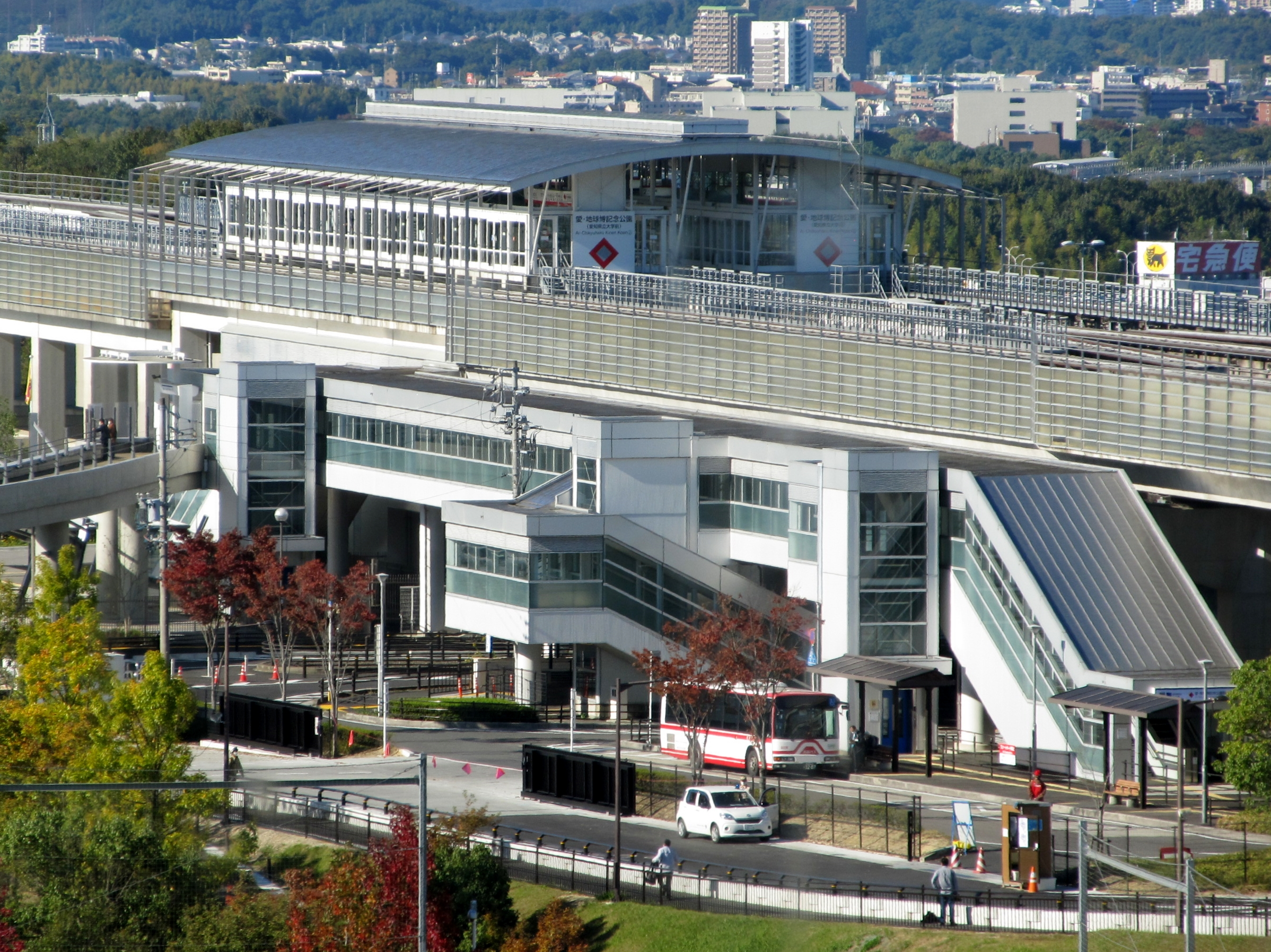
駅前ロータリー

### のりば
| 番線 | 路線        | 行先       | 備考       |
| ---- | ----------- | ---------- | ---------- |
| 1    | ■東部丘陵線 | 八草方面   | 通常利用   |
| 2    | ■東部丘陵線 | 八草方面   | 線路を共有 |
| 3    | ■東部丘陵線 | 藤が丘方面 | 線路を共有 |
| 4    | ■東部丘陵線 | 藤が丘方面 | 通常利用   |

備考
- 当駅の八草駅側には車両基地への連絡線があるが、配線の関係で本線から連絡線、あるいは連絡線から本線に直接入ることはできないので、車両基地に出入りする車両は全て当駅2番・3番ホームの間の中線を経由する。なお、中線は藤が丘方面のみ出入りが可能である。

## 駅構造（愛知万博会期中）
当駅が万博会場駅として開業した当初は万博輸送対応のため、仮設駅舎およびホームを本来の駅舎の両側に2面増設した形態であった。
出入口はどちらも仮設部分にあって、万博会場側（南側）に2か所、県道側（北側）に1か所の合計3か所であった。このうち万博会場側の2つの出入口は、万博観客誘導のための動線が確保できる様、それぞれ入口専用・出口専用に分けて運用され、エスカレーターがそれぞれ1基ずつ設置された。
改札口は、仮設駅舎に万博八草（現・八草）方面専用入口、藤が丘方面専用入口の2か所が設置され、また本来の駅舎の改札を出口専用とし、合計3か所に分けて運用。また南側出入口の階段下に臨時切符売り場が設置された。
バリアフリー対応のため、改札内 - 各ホームに4基、地上出入口 - 改札外に2基の合計6基のエレベーターが設置された。また安全対策として、仮設ホームも含めてホームドアが設置された。

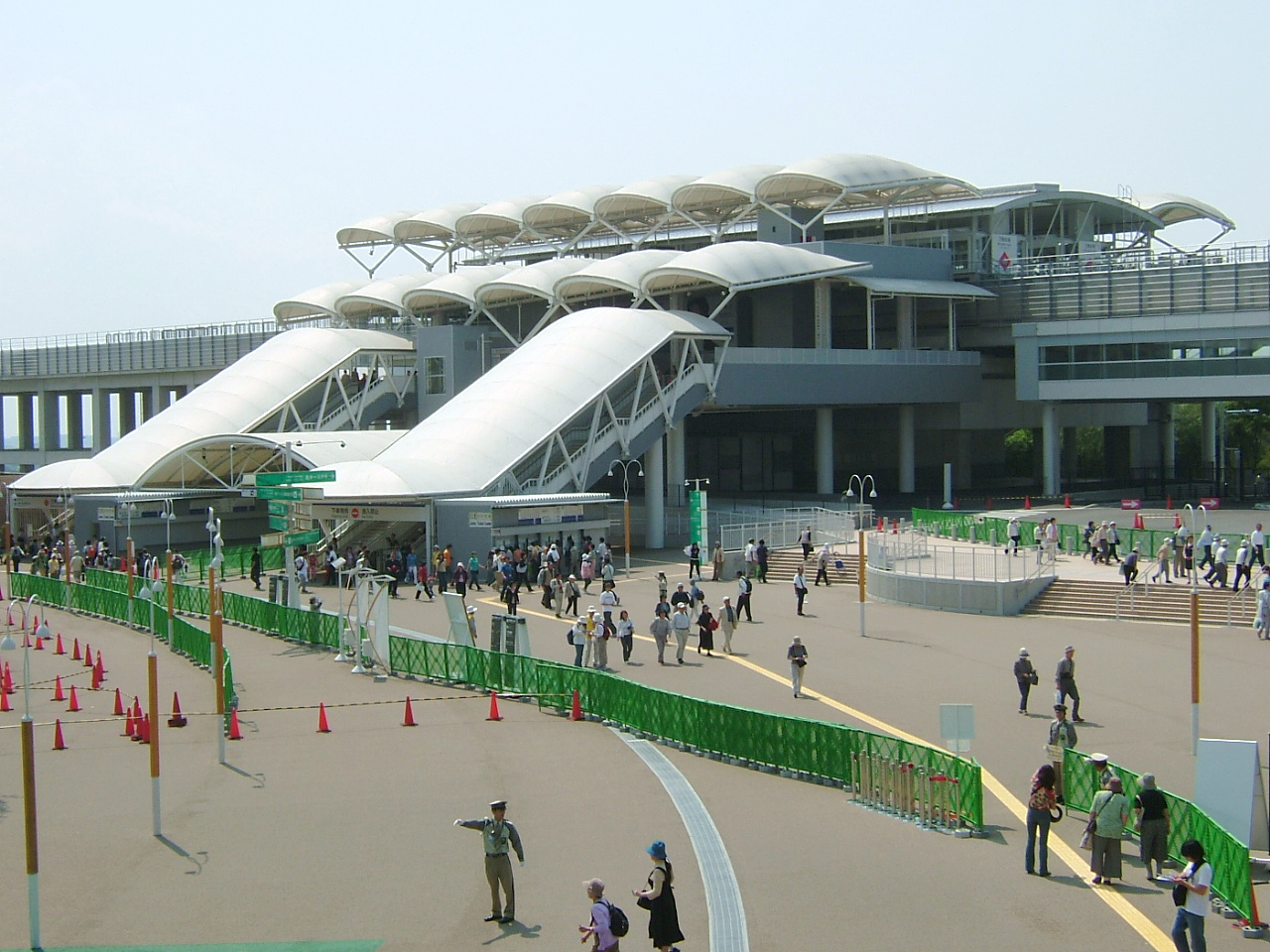
駅舎
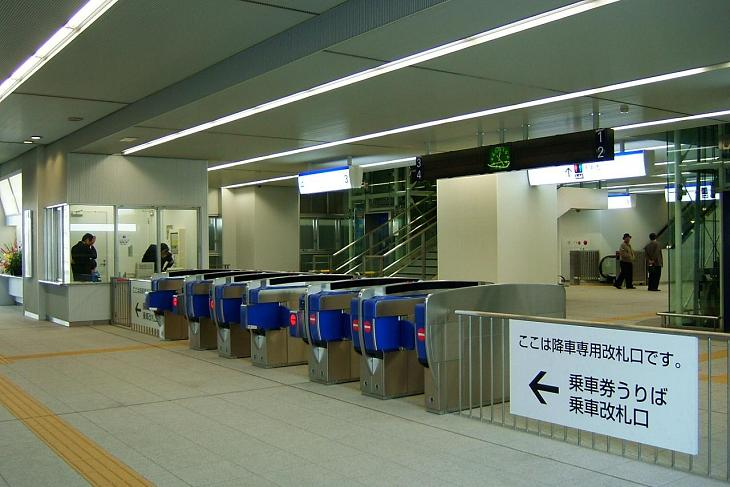
降車用改札口
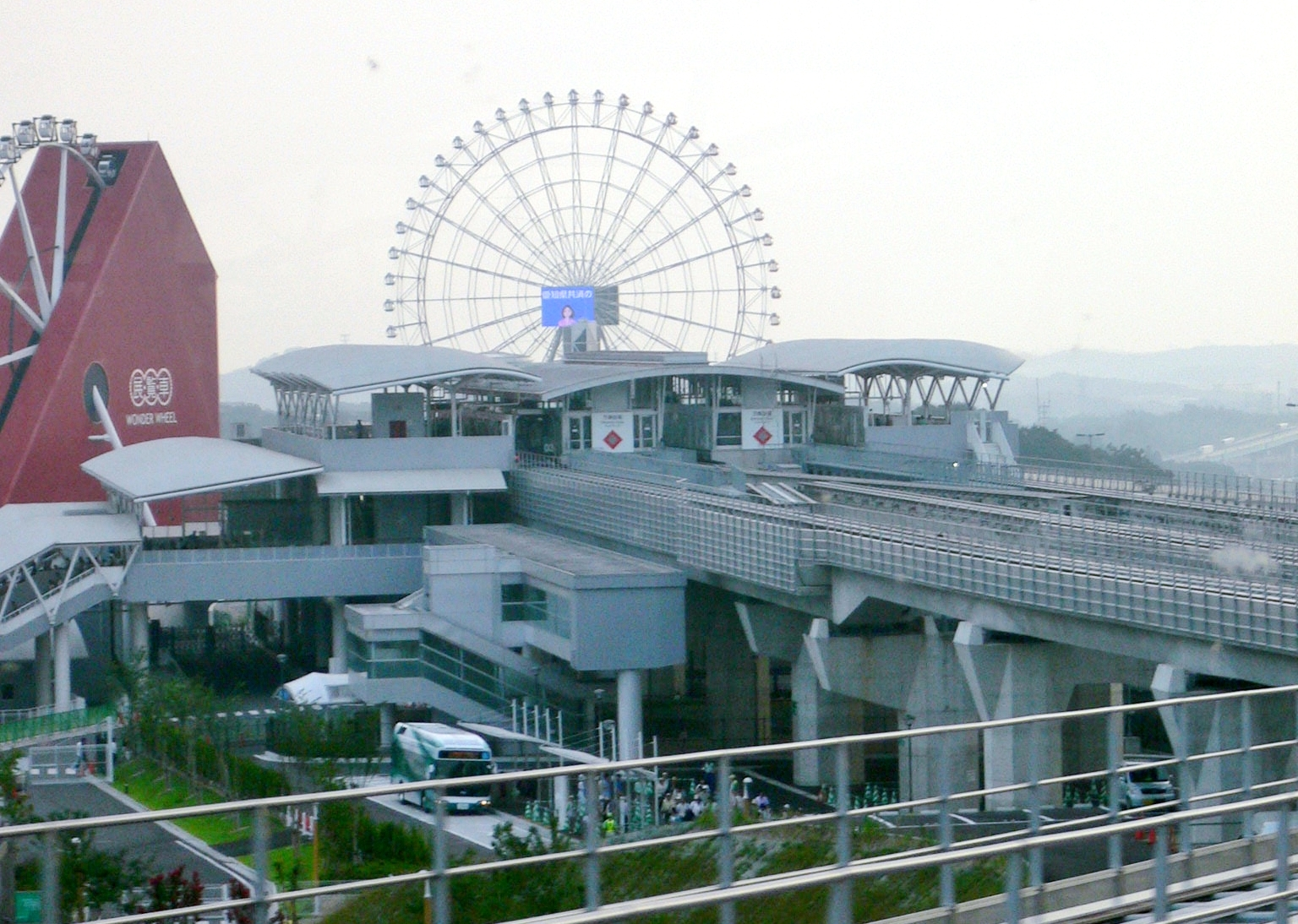
ホーム

### のりば（愛知万博会期中）
愛知万博閉幕までののりばは以下の通り。
| 番線 | 路線                   | 行先                   | 備考     |
| ---- | ---------------------- | ---------------------- | -------- |
| 0    | ■東部丘陵線            | 万博八草方面           | 乗車専用 |
| 1    | ■東部丘陵線            | 万博八草方面           | 降車専用 |
| 2    | （回送列車の出入庫線） | （回送列車の出入庫線） | 乗降なし |
| 3    | （回送列車の出入庫線） | （回送列車の出入庫線） | 乗降なし |
| 4    | ■東部丘陵線            | 藤が丘方面             | 降車専用 |
| 5    | ■東部丘陵線            | 藤が丘方面             | 乗車専用 |

## 利用状況
『ながくての統計』各号によると、乗車人員の推移は以下の通りである。
| 年                 | 年間    | 年間   | 一日平均< | 一日平均< | 備考                                              |
| 年                 | 総数    | 定期   | 総数      | 定期      | 備考                                              |
| ------------------ | ------- | ------ | --------- | --------- | ------------------------------------------------- |
| 2004（平成16）年度 | 441092  | 68280  | 17644     | 2731      | 2005年3月6日開業。この推移は3月31日までの26日間。 |
| 2005（平成17）年度 | 6390757 | 490650 | 17528     | 1363      | 万博開催                                          |
| 2006（平成18）年度 | 584620  | 374280 | 1616      | 1040      | [ 6 ]                                             |
| 2007（平成19）年度 | 690627  | 435900 | 1907      | 1211      | [ 6 ]                                             |
| 2008（平成20）年度 | 726686  | 480480 | 2009      | 1335      | [ 6 ]                                             |
| 2009（平成21）年度 | 755261  | 512850 | 2089      | 1425      | [ 6 ]                                             |
| 2010（平成22）年度 | 789309  | 534780 | 2183      | 1486      | [ 6 ]                                             |
| 2011（平成23）年度 | 825669  | 562530 | 2282      | 1563      | [ 7 ]                                             |
| 2012（平成24）年度 | 840406  | 570450 | 2324      | 1585      | [ 7 ]                                             |
| 2013（平成25）年度 | 878037  | 587100 | 2428      | 1631      | [ 7 ]                                             |
| 2014（平成26）年度 | 830731  | 546000 | 2297      | 1517      | [ 7 ]                                             |
| 2015（平成27）年度 | 895572  | 542010 | 2472      | 1506      | [ 7 ]                                             |
| 2016（平成28）年度 | 858807  | 572460 | 2375      | 1590      | [ 8 ]                                             |
| 2017（平成29）年度 | 896418  | 585990 | 2478      | 1628      | [ 8 ]                                             |
| 2018（平成30）年度 | 895282  | 599670 | 2476      | 1666      | [ 8 ]                                             |
| 2019（令和元）年度 | 867304  | 606540 | 2397      | 1685      | [ 8 ]                                             |
| 2020（令和02）年度 | 256160  | 111690 | 706       | 310       | [ 8 ]                                             |

## 駅周辺

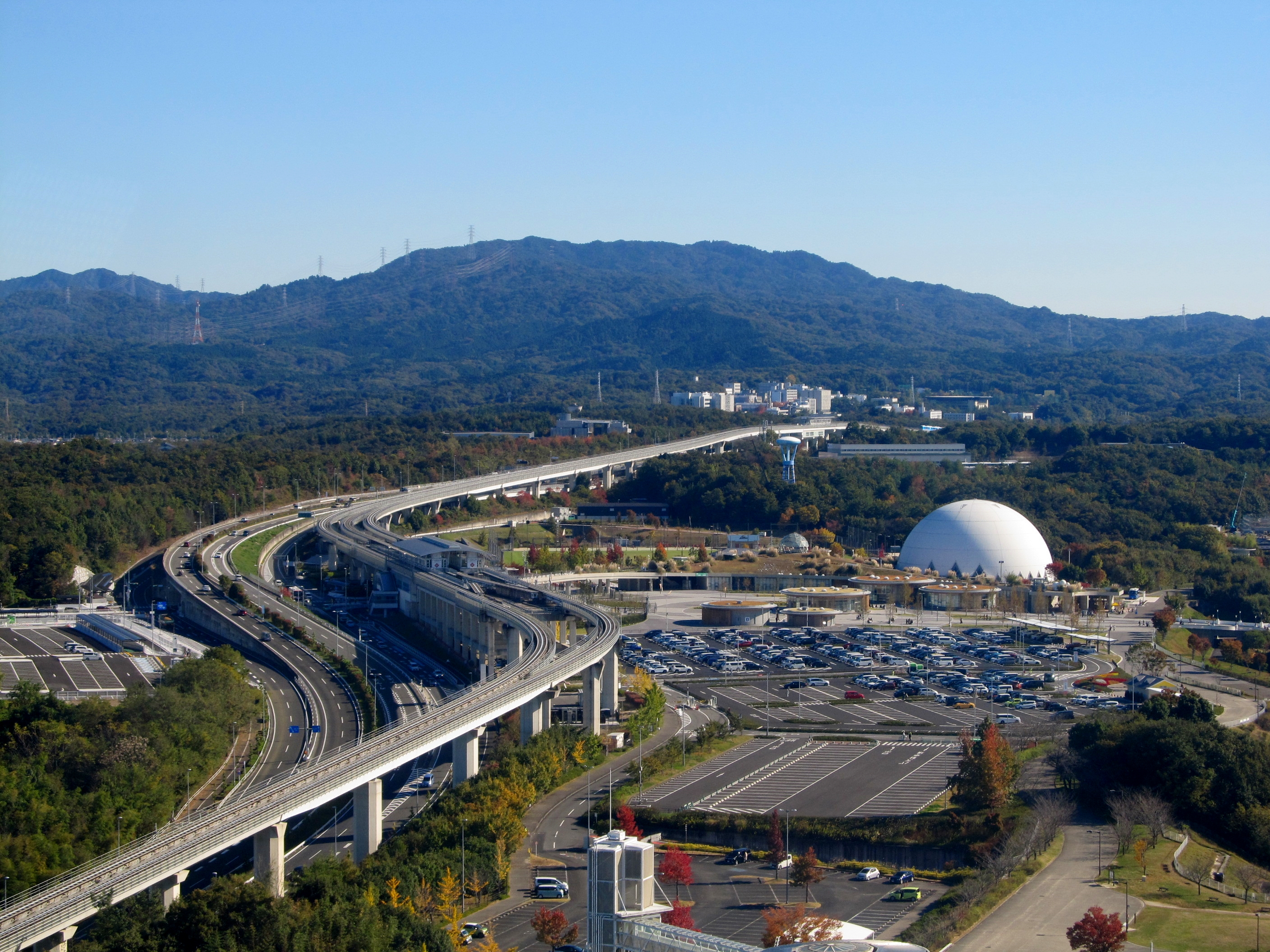
愛・地球博記念公園

- 愛・地球博記念公園（通称：モリコロパーク）
  - ジブリパーク（モリコロパーク敷地内）
- 愛知県立大学
- 愛知県赤十字血液センター
- 愛知県道209号愛・地球博記念公園瀬戸線

## バス路線
名鉄バス
【18】愛・地球博記念公園駅 - 愛知県陶磁美術館 - 菱野団地 - 瀬戸駅前
※ 土曜・休日のみ運行
長久手市内のリニモ駅で唯一、N-バスが接続しない。
その他
- トランパスを使用した際、裏面には「公園」と印字された。これは「万博会場駅」の頃からそうであった。

## 隣の駅
愛知高速交通
■東部丘陵線（リニモ）
公園西駅 (L06) - 愛・地球博記念公園駅 (L07) - 陶磁資料館南駅 (L08)